# マイペディア
マイペディア (My Pedia) は平凡社が刊行した百科事典である。前身は平凡社の『小百科事典』。書籍一冊で完結するコンパクトな百科事典として、1990年に刊行された。CD-ROM化や電子辞書化、PDA用メモリーカード化など、積極的に電子化されている。
1996年8月に平凡社はデジタルコンテンツ事業への展開を目的に日立製作所との共同出資で日立デジタル平凡社を設立し、1997年にCD-ROM版の『マイペディア97』を発売。『マイペディア98』『マイペディア99』と年毎に改訂版を販売していたが、2000年4月に日立デジタル平凡社は解散。以後は日立システムアンドサービス（現日立ソリューションズ）にコンテンツが移管した。
以降は主にサードパーティーから新OS対応版、電子辞書内蔵型や電子辞書コンテンツカード型の『マイペディア』が発売されている。
また2009年4月からインターネット上のサイト「コトバンク」にも情報を無償提供（文章を一部掲載）している。

## 沿革

### 前史
- 1954年：『小百科事典』を発行（平凡社）
- 1973年：『小百科事典』の1973年度版を発行（平凡社）
- 1982年：『小百科事典』を増補改訂版し1982年度版として発行（平凡社）

### 書籍版
- 1990年：『小百科事典』を新装・改訂し、『マイペディア』として刊行（1633ページ）。
- 1994年：『マイペディア』第2版を刊行。前版に対して800項目を新設した。
- 1995年：『マイペディア』第3版を刊行。新たに動物・植物の図版200点が追加し、「最新日本現勢1995」が付録した。
- 1996年：「最新日本現勢」を1995年度版から1996年度版に差し替えた第3版を刊行。（書籍版の最終版）

### 電子書籍版
- 1994年：電子ブック(EB)版『マイペディア』を刊行。
- 1997年：EPWING版『マイペディア97』を『辞・典・盤 97』内のコンテンツとして刊行。
- 1997年：CD-ROM版『マイペディア97』を刊行。（Win95用とMac用を発売）
- 1998年：CD-ROM版『マイペディア98』を刊行。（Win95/98用とMac用を発売）
- 1999年：CD-ROM版『マイペディア99』を刊行。（Win95/98用とMac用を発売）
- 1999年：ハードディスク格納型の『マイペディア99 テキスト版』を刊行。（Win95/98用とMac用が発売）
- 1999年：CD-ROM版『発見ナビ　マイペディア探求ライブラリー』（Win95/98用)を刊行。
- 1999年：CD-ROM版『西洋美術百科　マイペディア美術コレクション』（Win95/98用)を刊行。
- 2001年：CD-ROM版『マイペディアPDA版　PocketPC対応』を刊行。
- 2002年：CD-ROM版『マイペディア PC Success版』（Win95/98用)を刊行。｢週刊ピーシー・サクセス｣創刊号（デアゴスティーニ）の付録。
- 2003年：CASIOの電子辞書EX-word版の『マイペディア』を刊行。
- 2004年：シャープの電子辞書Papyrus版の『マイペディア』を『漢字源』（学研）とのセットで刊行。
- 2004年：CD-ROM版『百科事典マイペディア デジタル百科事典』を刊行。内容が新しくなり、Windows XPに対応した。（ソースネクスト）
- 2005年：CD-ROM版『New 百科事典マイペディア デジタル百科事典』を刊行。更に人口や売上データなど5800項目を改訂している。（ソースネクスト）

### ネット版
- 1999年：インターネット版『マイペディア』を『ネットで百科』内のコンテンツとして提供。（2013年6月30日にサービス終了）
- 1999年：i-mode版『マイペディア』を『電話で百科』内のコンテンツとして提供。（2013年3月1日にサービス終了）
- 2009年：インターネット版『マイペディア』を「コトバンク」内のコンテンツとして提供。